# Bukit Cinderai
Bukit Cinderai är en kulle i Indonesien.   Den ligger i provinsen Aceh, i den västra delen av landet, 1 500 km nordväst om huvudstaden Jakarta. Toppen på Bukit Cinderai är 32 meter över havet.
Terrängen runt Bukit Cinderai är platt.  Omgivningarna runt Bukit Cinderai är en mosaik av jordbruksmark och naturlig växtlighet.